# Lucien Taillieu
Lucien Taillieu, né le 10 janvier 1934 à Beselare, section de la commune belge de Zonnebeke située en Région flamande dans la province de Flandre-Occidentale est un coureur cycliste belge, professionnel de 1955 à 1958.

## Palmarès
- 1955
  - 2e du Circuit du Port de Dunkerque
- 1957
  - 1re étape de À travers les Flandres
  - 2e du Circuit des monts du sud-ouest
  - 2e du Grand Prix Raf Jonckheere
  - 3e du Circuit Mandel-Lys-Escaut
- 1958
  - Textielprijs Vichte